# Stadion Witolda
Stadion Witolda (lit. Vytauto stadionas) – stadion piłkarski w Taurogach, na którym rozgrywa swoje mecze Tauras Taurogi. Pojemność stadionu to 3 200 miejsc siedzących część z nich jest zadaszona. Obiekt posiada kategorię 2 UEFA. Stadion ostatnio był gruntownie modernizowany w latach 2010-2011. Podczas modernizacji zbudowano od podstaw nową główną trybunę, wymieniono murawę, zbudowano sześciotorową bieżnie lekkoatletyczną, zamontowano sztuczne oświetlenie, zbudowano parking obok stadionu i zamontowano drenaż na boisku. W nowej głównej trybunie znajdują się wszystkie pomieszczenia biurowe klubu, a sama trybuna posiada miejsca VIP i miejsca dla osób niepełnosprawnych. Oficjalne otwarcie nowego stadionu było 18 września 2011 roku, a projekt był współfinansowany przez Unię Europejską.